# Cheyennefloden

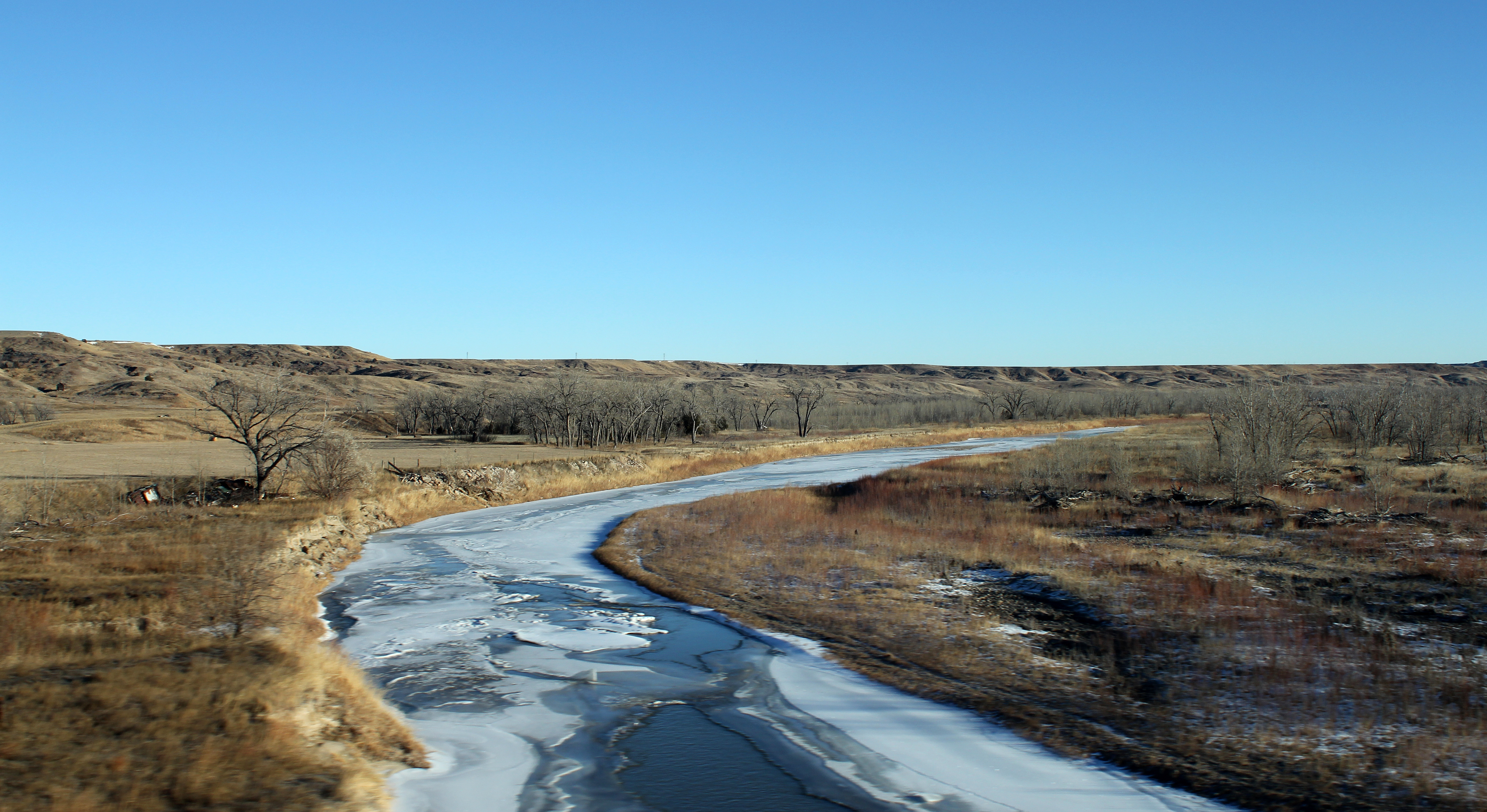
Cheyennefloden nära staden Wasta

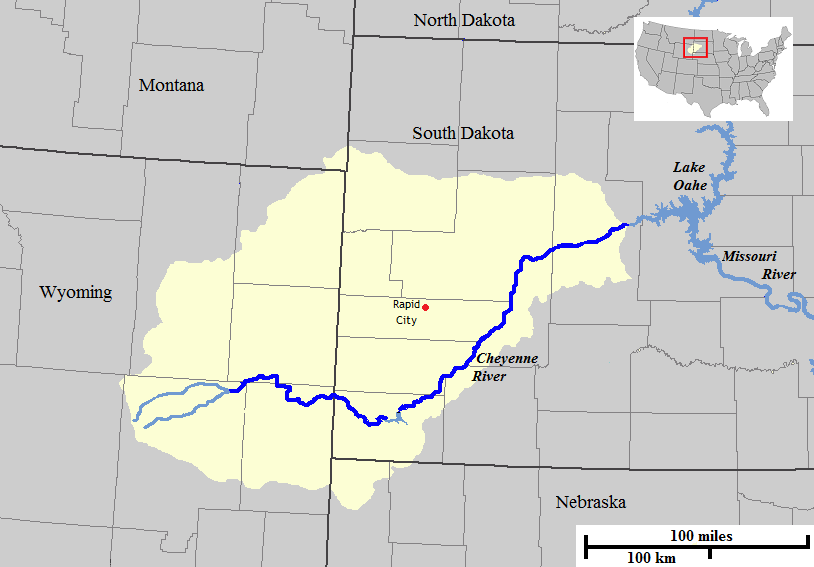
Cheyenneflodens lopp och avrinningsområde.

Cheyennefloden (engelska Cheyenne River, lakota Wakpá Wašté ("Good River")) är en ca 475 km lång biflod till Missourifloden som har sin början i Converse County, Wyoming, där dess två källflöden Antelope Creek och Dry Fork Creek går ihop och bildar Cheyenne. Från Wyoming går den österut genom South Dakota och utgör sydgräns för Black Hills. Här ansluter också den största bifloden, Belle Fourche River. Cheyennefloden mynnar ut i Missourifloden via den konstgjorda och omstridda sjön Lake Oahe ca 50 km nordnordväst om staden Pierre.